# Metopa rubrovittata
Metopa rubrovittata is een vlokreeftensoort uit de familie van de Stenothoidae. De wetenschappelijke naam van de soort is voor het eerst geldig gepubliceerd in 1883 door Sars.